# 中子真治
中子 真治（なかご しんじ、1953年 - ）は、映画評論家。
岐阜県高山市生まれ。国立大学中退後、1980年より6年間ロサンゼルスに在住し、映画ジャーナリストとして活動し『スターログ』などに執筆。SFXブームのきっかけを作った。映画のほかアメリカ文化とデザインの研究に従事。
「アメリカン・デコ展」や「ハリウッド映画村」などイベントの企画・監修、映画『学校の怪談』シリーズ3作などではSFXプロデューサーを務める。
現在はアート・トイとムービー・グッズのギャラリー・ストア『下呂温泉 留之助商店 本店』店主。
日本SF作家クラブ会員。

## 編著書
- 『SFX映画の世界』編著 講談社 1983　のち講談社Ｘ文庫（完全版）
- 『SFX映画の時代 SFX cinematic illusion』編著 講談社 1984-85
- 『フィルム・ファンタスティック』全7巻 編著 講談社 1984-86
- 『モダニティ’30年代アメリカのスタイル』編著 講談社 1986
- 『モンスター・メーキャップ大図鑑 「SFX映画の世界」完全版5』講談社X文庫 1986
- 『’30年代アメリカのパッケージ・グラフィック』編 学習研究社 1988
- 『’30年代アメリカのマガジンアド・グラフィック』編 学習研究社 1989
- 『中子真治SF映画評集成 ハリウッド80’s SFX映画最前線』洋泉社 2013

### 共著
- 『SF探検』小野耕世,前田真一執筆 中子執筆・構成 学習研究社 学研ワールド科学館　1978
- 『アール・デコの世界』海野弘共編 学習研究社 1990

## 注
1. ↑  『中子真治SF映画評集成』著者紹介
2. ↑  2023年4月参照